# Verklista för Arvo Pärt
Verklista för Arvo Pärt

## Orkester
- Nekrolog, op. 5, för orkester (1960)
- Symfoni nr 1, op. 9, för orkester (1963)
- Perpetuum mobile, op. 10, för orkester (1963)
- Symfoni nr 2, för orkester (1966)
- Pro och Contra, för violoncell och orkester (1966)
- Symfoni nr 3, för orkester (1971)
- Wenn Bach Bienen gezüchtet hätte, för piano, blåsarkvintett, stråkorkester och slagverk (1976)
- An den Wassern zu Babel …, för trombon och kammarorkester (1976/84)
- Pari intervallo, för klarinett, trombon, stråkorkester (1976/95)
- Tabula rasa, för två violiner (eller violin och viola), stråkorkester och preparerat piano (1977)
- Cantus in memoriam Benjamin Britten, för stråkorkester och klockor (1977)
- Fratres, för kammarorkester (1977)
- Summa, för stråkorkester (1977/91)
- Psalom, för stråkorkester (1985/95)
- Festina lente, för stråkorkester och harpa ad libitum (1988)
- Silouans Song, för stråkorkester (1991)
- Trisagion, för stråkorkester (1992)
- Orient & Occident, för stråkorkester (1999)
- Mein Weg, för 14 stråkar och slagverk (2000)
- Lamentate, för piano och orkester (2002)
- Passacaglia, för 1 eller 2 violiner, vibrafon ad libitum och stråkorkester (2003/07)
- Da pacem Domine, för stråkorkester (2004)
- La Sindone, för orkester (2005)
- Für Lennart in memoriam, för stråkorkester (2006)
- These Words …, för stråkorkester och slagverk (2007)
- Symfoni nr 4 ('Los Angeles'), för stråkorkester, harpa, timpani och slagverk (2008)
- Silhouette för stråkorkester och slagverk (2009/10)
- In spe, för 4 träblåsare, horn och stråkorkester (2010)

## Vokalmusik
- Meie aed, op. 3, kantat för barnkör och orkester (1959)
- Viis Laulu Lastele, op. 6, för barnkör och piano (1960)
- Maailma samm, oratorium för kör a cappella (1961)
- Solfeggio, för kör a cappella (1964)
- Credo, för piano, kör och orkester (1968)
- Laul armastatule, symfonisk kantat (1972)
- An den Wassern zu Babel saßen wir und weinten, för röst och instrumentalensemble (1976)
- Summa, för kör eller solister a cappella (1977)
- Cantate Domino canticum novum, för kör eller solister a cappella (1977)
- Missa syllabica, för kör eller solister och orgel (1977)
- Sarah Was Ninety Years Old, för tre röster, slagverk och orgel (1977)
- De profundis, för manskör, slagverk ad libitum och orgel (1980)
- Passio Domini nostri Jesu Christi secundum Joannem, för solister, kör, instrumentalkvartett och orgel (1982)
- Es sang vor langen Jahren, för alt eller countertenor, violin och viola (1984)
- Zwei slawische Psalmen, för kör eller solister a cappella (1984)
- Wallfahrtslied, för tenor eller baryton och stråkkvartett (1984)
- Te Deum, för tre körer, preparerat piano, stråkorkester och diffusion acousmatique (1984)
- Stabat Mater, för sopran, alt, tenor, violin, viola och violoncell (1985)
- Sieben Magnificat-Antiphonen, för kör a cappella (1988)
- Magnificat, för kör a cappella (1989)
- Miserere, för solister, kör, ensemble och orgel (1989)
- Bogoróditse Djévo, för kör a cappella (1990)
- The Beatitudes, för kör och orgel (1990)
- Berliner Messe, för kör eller solister a cappella (1990)
- Beatus Petronius, för två körer och två orglar (1990)
- Statuit ei Dominus, för två körer och två orglar (1990)
- And One of the Pharisees…, för tre röster eller kör a cappella (1990)
- Litany, för solister, kör och orkester (1994)
- Kanon Pokajanen, för kör a cappella (1995)
- I Am the True Vine, för kör a cappella (1996)
- Dopo la vittoria, för kör a cappella (1996)
- Tribute to Cæsar, för kör a cappella (1997)
- The Woman with the Alabaster Box, för kör a cappella (1997)
- Triodion, för kör a cappella (1998)
- Zwei Beter, för damkör a cappella (1998)
- Como cierva sedienta, för sopran eller damkör och orkester (1998)
- Cantique des degrés, för kör och orkester (1999)
- …which Was the Son of…, för kör a cappella (2000)
- Cecilia, vergine romana, för kör och orkester (2000)
- Littlemore Tractus, för kör och orgel (2000)
- My Heart's in the Highlands, för countertenor eller alt och orgel (2000)
- Nunc dimittis, för kör a cappella (2001)
- Peace Upon You, Jerusalem, för damkör a cappella (2002)
- Salve Regina, för kör och orgel (2002)
- Deux berceuses, för röst och piano (2002)
- In principio, för kör och orkester (2003)
- Most Holy Mother of God, för fyra röster a cappella (2003)
- Anthem of St John the Baptist, för kör och orgel (2004)
- Da pacem Domine, för kör eller solister a cappella (2004)
- L'Abbé Agathon, för sopran och åtta violonceller (2004)
- Vater unser, för gossopran och piano (2005)
- Von Angesicht zu Angesicht, för sopran, baryton, klarinett, viola och kontrabas (2005)
- Veni creator, för kör och orgel (2006)
- Sei gelobt, du Baum, för baryton, violin, quinterne och kontrabas (2007)
- Morning Star, för kör a cappella (2007)
- The Deer's Cry, för kör a cappella (2007)
- Alleluia-Tropus, för vokalensemble (eller kammarkör) och åtta violonceller ad libitum (2008)

## Kammarmusik
- Collage sur B-A-C-H, för stråkar, oboe, cembalo och piano (1964)
- Musica syllabica, op. 12, för tolv instrument (1964)
- Quintettino, op. 13, för flöjt, oboe, klarinett, fagott och horn (1964)
- Concerto piccolo sur B-A-C-H, för trumpetsolo, stråkar, cembalo och piano (1964)
- Arbos, för sju blockflöjter och tre trianglar ad libitum (1977)
- Spiegel im Spiegel, för violin och piano (1978)
- Psalom, för stråkkvartett (1985)
- Mozart-Adagio, för violin, violoncell och piano (1992)
- Darf ich…, för violinsolo, klocka i diss ad libitum och stråkar (1995)
- Passacaglia, för violin och piano (2003)
- Scala cromatica, för violin, violoncell och piano (2007)
- Missa brevis, för tolv violonceller (2009)

## Orgel
- Pari intervallo (1976)
- Trivium (1976)
- Annum per annum (1980)
- Mein Weg (1989)

## Piano
- Vier leichte Tanztücke (1956/7)
- Sonatines, op. 1 (1958/9)
- Partita, op. 2 (1959)
- Diagramme, op. 11 (1964)
- Ukuaru Waltz (1973)
- Für Alina (1976)
- Pari intervallo, för 4-händigt eller 2 pianon (1976/2008)
- Variationen zur Gesundung von Arinuschka (1977)
- Hymn to a Great City, för 2 pianon (1984/2004)
- Für Anna Maria (2006)